# Jämtland-Härjedalens Fotbollförbund
Der Jämtland-Härjedalens Fotbollförbund (Fußballverband von Jämtland und Härjedalen) ist ein regionaler Fußballverband in Schweden. Er ist einer der 24 Mitgliedsverbände des Svenska Fotbollförbundet. Er hat seinen Sitz in Östersund und organisiert den Fußballspielbetrieb in den ehemaligen Provinzen Jämtland und Härjedalen. Der Verband wurde 1928 gegründet und besteht derzeit aus 63 Mitgliedern und wird durch Leif Nilsson geleitet.

## Mitgliedsvereine
| - Alsens IF - Aspås IF - Bergs IK - Bispgårdens IF - BK Björnen - Bräcke SK - Brunflo FK - Duveds IF - Fåkers IK - Fältjägarnas IF - Fåssjö IK - Fjällsjö BK - Föllinge IK - Frösö IF - Frostvikens FF - Funäsdalens IF - Genvalla IF - Hackås IF - Häggenås SK - Häggenås-Lit-Kyrkås FF - Häljesund-Kvitsle IF | - Hallens SK - Hammerdals IF - Hede IK - Hotings IF - IFK Kyrktåsjö - IFK Lit - IFK Östersund - IFK Strömsund - Järpens IF - Kälarne IK - Klövsjö IF - Krokom Dvärsätts IF - Kyrkås IF - Lillhärdals IF - Mårdsjöns IF - Marieby GOIF - Mattmar SK - Mörsils IF - Myssjö-Ovikens IF - Näldens IF - Norra Lits IF | - Offerdals IF - Ope IF - Orrvikens IK - Pilgrimstads IF - Ragunda BK - Rätans IF - Rödöns SK - Rossöns IF - Störåsens Bygdegårds och IF - Stuguns BK - Sundsjö IF - Svegs IK - Tandsbyns FK - Vemdalens IF - Vemhåns IK - Ytterhogdals IK - Åre Sk - Ås IF - Älvros IK - Östersunds DFF - Östersunds FK |

## Ligabetrieb
(Quelle:)

### Herren
- Division 4 – eine Liga
- Division 5 – zwei Ligen

Daneben organisiert der Verband auch eine Nachwuchsliga und eine Alt-Herren-Liga.

### Damen
- Division 3 – eine Liga
- Division 4 – eine Liga